# Élections constituantes de 1945 en Tarn-et-Garonne
Les élections constituantes françaises de 1945 se déroulent le 21 octobre.

## Mode de scrutin
Les députés sont élus selon le système de représentation proportionnelle suivant la règle de la plus forte moyenne dans le département, sans panachage ni vote préférentiel. Il y a 586 sièges à pourvoir.
Dans le département de Tarn-et-Garonne, trois députés sont à élire.

## Élus
Les trois députés élus sont : 
| Identité        | Parti | Parti   |
| --------------- | ----- | ------- |
| Georges Brousse |       | SFIO    |
| Jean Baylet     |       | Rad-Soc |
| Pierre Juge     |       | PCF     |

## Résultats

### Résultats à l'échelle du département
| Parti          | Parti                                            | Tête de liste   | Résultats | Résultats | Sièges | Sièges |
| Parti          | Parti                                            | Tête de liste   | Voix      | %         |        |        |
| -------------- | ------------------------------------------------ | --------------- | --------- | --------- | ------ | ------ |
|                | Section française de l'Internationale ouvrière   | Georges Brousse | 19 687    | 25,51     | 1      |        |
|                | Parti républicain, radical et radical-socialiste | Jean Baylet     | 18 537    | 24,02     | 1      |        |
|                | Parti communiste français                        | Pierre Juge     | 14 604    | 18,92     | 1      |        |
|                | Mouvement républicain populaire                  | Henri Lacaze    | 12 676    | 16,43     | -      |        |
|                | Parti républicain de la liberté                  | Jacques Augarde | 11 668    | 15,12     | -      |        |
|                |                                                  |                 |           |           |        |        |
| Inscrits       | Inscrits                                         | Inscrits        | 105 246   |           | 3      |        |
| Votants        | Votants                                          | Votants         | 79 548    | 75,58     |        |        |
| Blancs et nuls | Blancs et nuls                                   | Blancs et nuls  | 2 376     | 2,99      |        |        |
| Exprimés       | Exprimés                                         | Exprimés        | 77 172    | 97,01     |        |        |